# Marignanói csata
A marignanói csata (franciául bataille de Marignan; olaszul battaglia di Marignano, németül Schlacht bei Marignano; 1515. szeptember 13.–szeptember 14.) az itáliai háborúk egyik csatája a mai Melegnano település közelében. I. Ferenc francia király és szövetségese, a Leonardo Loredan dózse vezette Velencei Köztársaság erői döntő győzelmet arattak a Massimiliano Sforza által uralt, svájci seregek által védelmezett Milánói Hercegség felett. A csata eredményeképpen a hercegség több évre szilárdan francia kézre került, Franciaország és Svájc pedig a 18. század végéig kitartó békét kötött.

## Előzmények

### Az első itáliai háborúk
Az itáliai háborúk sorozata 1494-ben kezdődött: VIII. Károly francia király (1483–1498) még csak a Nápolyi Királyságot kívánta megszerezni, mint az 1480-ban kihalt rokon Anjou-ház örökségét; utóda, XII. Lajos (1498–1515) már a Lombardiát uraló Milánói Hercegséget is magáénak követelte nagyanyja, Valentina Visconti örökségeként. Ebben az időszakban Svájc részben saját érdekeit képviselve, részben másokat szolgáló zsoldosseregei révén vett részt a gyenge, felaprózódott Észak-Itáliában zajló küzdelmekben. 1495-ben Károly svájci segítséggel győzte le az ellene itáliai államokból szerveződött Velencei Liga seregeit a fornovói csatában, majd 1499-ben tíz évre szóló szövetség köttetett XII. Lajos és az alpesi konföderáció között, aminek jegyében a francia király 5000 svájci zsoldost fogadhatott szolgálatába. Ezek segítségével még abban az évben elfoglalta Milánót, elűzve annak urát, Ludovico Sforzát. Mivel azonban nem fizette ki a megígért zsoldot, a svájciak átálltak az ellenséghez, harc nélkül átadva a várost a visszatérő Sforzának. Lajos újabb 15 000, jó pénzért felbérelt svájci zsoldossal tért vissza a következő évben, ám ezúttal a zürichi diéta jóváhagyása nélkül. Félő volt, hogy svájciak fognak svájciak ellen harcolni, de ezt végül a diéta beavatkozásával és a táborok közti tárgyalásokkal sikerült megakadályozni. A francia király visszaszerezte hódításait és Sforzát is elfogta.

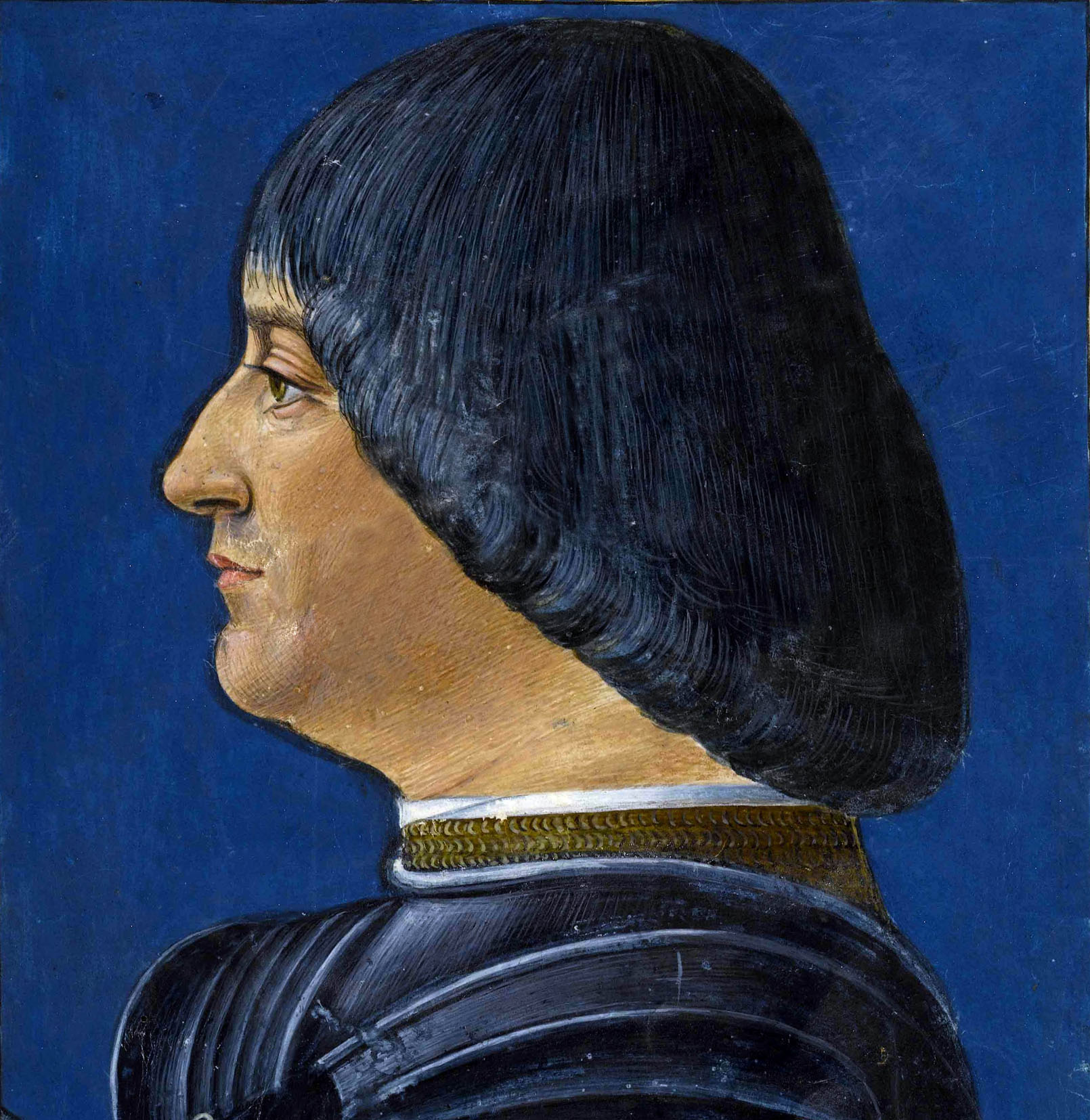
Ludovico Il Moro. Giovanni Ambrogio de Predis miniatúrája

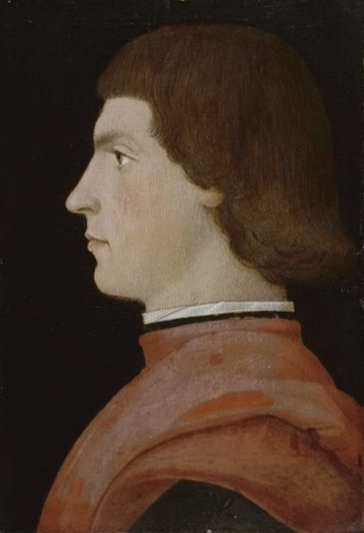
II. Louis de la Trémoille Benedetto Ghirlandaiónak tulajdonított portréja (1486–1487 k.)

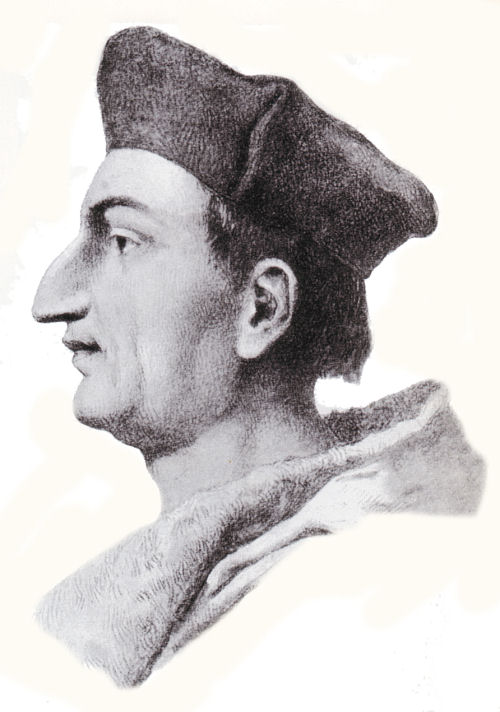
Matthäus Schiner bíboros. Albert Anker (1831–1910) rajza egy régi metszet alapján

Lajos király ezután Uri, Schwyz és Unterwalden kantonokkal is érdekellentétbe került az utóbbiak által visszakövetelt Bellinzona birtoklása kérdésében. 14 000 svájci vonult Aronába, ahol a király 1503-ban egyezményben mondott le az igényeiről.
1508-ban jött létre az elméletben Oszmán Birodalom terjeszkedését megállítani hivatott, valójában azonban a Velencei Köztársaság dominanciájának megtörését célzó cambrai-i liga II. Gyula pápa, XII. Lajos, I. Miksa német-római császár, illetve a Nápolyt és Szicíliát is uraló II. Ferdinánd aragóniai király és néhány kisebb itáliai állam részvételével (később Magyarország és Anglia is csatlakozott). Javarészt a francia erőknek köszönhetően sikerült is jelentős területeket elragadni a köztársaságtól, ám a pápa nem nézte jó szemmel a francia befolyás növekedését.

### Összefogás Franciaország ellen
Minthogy Lajos nem kívánta megújítani az 1509-ben lejárt a francia–svájci szövetséget, ezt kihasználva a Velencével békét kötő II. Gyula pápa 1510-ben a sioni püspökön, Matthäus Schineren keresztül rávette a konföderációt, hogy jó pénzért álljon az oldalára. 1511-ben a pápa új szövetséget hozott létre Franciaország ellen: ez volt a Szent Liga, amelyben a pápai állam, Velence, Aragónia (és ezen keresztül a Nápolyi és Szicíliai Királyság) és Svájc vett részt alapítóként. Még ez évben csatlakozott hozzájuk VIII. Henrik angol király, a következő évben pedig I. Miksa német-római császár és II. Ulászló magyar és cseh király is, amivel lényegében teljesen körbezárták Franciaországot. A pápa svájci csapatai 1511-ben Milánó ellen vonultak, amit a francia helyőrség harc nélkül kiürített. 1512-ben 24 000, Ulrich von Hohensax vezette svájci zsoldos csatlakozott a szövetséges Velencéhez, és sorra vették be az addig francia kézen lévő városokat. Ezek javarészt harc nélkül kerültek a kezükre, leszámítva Paviát, ahol rövid ostrom után adták meg magukat a franciák. XII. Lajos uralma hetek alatt omlott össze Észak-Itáliában: a svájciak jóvoltából Ludovico Sforza fia, Massimiliano elfoglalta Milánót (1512. december 29.), cserébe megkapták a Maggia völgyét, Locarnót, Luganót, Mendrisiót, Bormiót, Valtellinnát és Chiavennát.
A franciák 1513 tavaszán kísérelték meg visszaszerezni a térséget, de a II. Louis de La Trémoille vezette hadjárat a novarai csatában súlyos vereséggel végződött (1513. június 6.), a maradék francia erők pedig kivonultak Lombardiából. Ugyanakkor Svájcban álhír terjedt el saját novarai vereségükről, mire az államszövetség 30 000 katonát indított Dijon ellen. Az ostromlott várost La Trémoille védelmezte, aki végül 1513. szeptember 24-én kiegyezett a svájciakkal. A dijoni egyezmény értelmében a hadvezér 400 000 korona és 20 000 écu kártérítést ígért a svájciaknak, azonban a király nem vállalta ennek kifizetését, így nem került sor békekötésre, a franciák pedig újabb támadást kezdtek előkészíteni.
Bár a hadi sikerek hatalmas tekintélyt szereztek Svájcnak, az államszövetségben belső feszültségek jelentkeztek egyes előkelő családok és a köznép között: míg előbbiek a francia király szolgálatától vártak jövedelmeket, utóbbiak nem igazán részesültek ennek előnyeiben.

## Az ötödik itáliai háború kezdete

### I. Ferenc trónra lépése

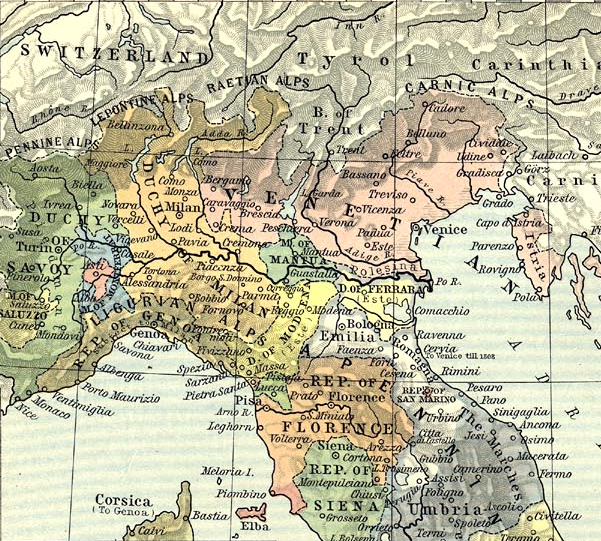
Észak-Itália 1494-ben

XII. Lajos 1515. január 1-jén halt meg, fiúgyermek hiányában pedig legközelebbi fiági rokona, egyben veje, az addigi orléans-i herceg követte a trónon I. Ferenc néven. Ferenc kezdettől fogva megerősítette Milánóra vonatkozó trónigényét, amihez a Velencei Köztársaság támogatását is megszerezte, Svájc azonban a dijoni egyezményben megígért összeg kifizetéséig nem volt hajlandó normalizálni a kapcsolatokat. Végső kiegyezési kísérlet gyanánt a király bejelentette, hogy hajlandó tiszteletben tartani a dijoni ígéreteket annak fejében, hogy visszakapja Milánót. Schiner bíboros hatására és a franciaellenes kantonok túlsúlya miatt a svájciak elutasították az ajánlatot. Eközben Ferenc 50 000 fős sereget gyűjtött, kiadásait fedezendő pedig megemelte az adókat és kölcsönöket vett fel, hogy megvásárolja mind VIII. Henrik, mind Habsburg Károly burgundi herceg, Miksa császár unokájának semlegességét. A svájci helyőrségre 400 kilogrammnyi aranyat és 150 000 écut költöttek. A király távollétében édesanyja, Savoyai Lujza látta el a régensi feladatokat.

### A szemben álló erők
Ferenc király seregét a connétable (főparancsnok), III. Charles de Bourbon-Montpensier herceg, továbbá La Trémoille, Odet de Foix-Lautrec, Pierre Terrail de Bayard, III. Robert de La Marck de Bouillon és az olasz zsoldosvezér, Gian Giacomo Trivulzio vezette, míg a sereg mögötti stratégiai támaszpontot Antoine Duprat kancellárra bízták. A haderő francia nemesekből, gaszkon és navarrai muskétásokból és számszeríjászokból, német landsknechtekből és németalföldi zsoldosokból („a fekete banda”) állt. A seregben volt 22 000 landsknecht, az ún. ordonnance-kompániák 2500, hagyományos lovagi hadviselést képviselő nehézpáncélos lovasa, 20 navarrai, baszk és gaszkon kompánia (10 000 ember) Pedro Navarro vezénylete alatt; 8000 francia gyalogos, 3200 utász és ács; 69 tüzérségi löveg (kéziágyúk és szerpentinek), továbbá egy jelentős szállítmányozó karaván Galiot de Genouillac armagnaci sénéchal vezetése alatt.
Május és augusztus között 32 000 főnyi svájci kompánia indult meg a piemonti Susa, Pinerolo és Saluzzo felé, hogy megakadályozza a franciák átkelését az Alpokon. A tizenhárom kanton konföderációjának gyalogsága három részre oszlott:
- az elővédben számszeríjászok és muskétások voltak (utóbbiak a fegyverek pontatlansága és alacsony lőtávja miatt csak korlátozott szerepet játszottak), amely az ellenség pozíciójáról volt hivatott tájékoztatni a hadvezetést;
- mögöttük a négyzet alakzatba rendeződött pikások (közülük csak az első sorban lévők viseltek sisakot és páncélt), akiket kívülről alabárdosok és muskétások védtek, és fő szerepük a rohamozó lovasság visszaverése volt;
- a hátvédben újabb muskétások voltak, akik készen álltak beavatkozni az általános tartalék között, és rendszerint bekerítő vagy megfordító manőver végrehajtására hívták őket.[6] A svájciakat legjobb tábornokaik, a zugi Werner Steiner, Hugo von Hallwyl és a berni de Watteville polgármester (avoyer) vezették.[7] A korábban svájciakat győzelemre vezető Ulrich von Hohensax betegsége miatt nem tudott részt venni a hadműveletekben.[8]

### Átkelés az Alpokon
1515 tavaszán I. Ferenc csapatösszevonást rendelt el Grenoble-ban a Dauphiné helytartója, Pierre Terrail de Bayard felügyelete alatt. Májusban a francia seregek megindultak Genova felé, amit megszálltak. Az eseményektől megriadt svájci diéta 8500 embert indított Novara felé az immár bíborosi rangot nyert Schiner megsegítésére, és elrendelte a franciák várható útvonalán lévő alpesi hágók megszállását Piemontban.
A Susát szilárdan ellenőrző svájciak a szokásos útvonalat választották a Mont-Cenis-hágó felé. A 63 000 főnyi francia sereg, benne a lovasság és a 60 bronzágyú, egy másik utat választott a svájciaktól délre, a Larche-hágón keresztül. A szinte áthatolhatatlan útvonalat július végére tették a hadsereg számára járhatóvá a sereg utászai Pedro Navarro hadmérnök irányításával, aki az elsők között használt robbanószereket a keskeny hegyi utak kiszélesítésére. Augusztus 4. és augusztus 9. között 30 000 gyalogos, 9000 lovas, 72 nagy kaliberű ágyú és 300 kisebb löveg kelt át az újonnan megnyílt útvonalon. A svájciak erre Milánó felé vonultak vissza. Augusztusban kisebb utóvédharcokat vívtak Villafranca Piemonte, Chivasso és a Dora Baltea vidékén, közben újabb 15 000 katonát küldtek erőik támogatására, így a Varese, Monza és Domodossola közti területen mintegy 45 000 katonájuk volt, nem számítva a milánói helyőrséget.

### Tárgyalások Gallaratéban
Augusztus során a Jacques de La Palice vezette francia előőrs elfogta a pápai csapatokat vezető Prospero Colonna zsoldosvezért Demonte közelében, Villafrancában, aki így a hadjárat végéig fogságban maradt. Ezalatt a hatékony francia propaganda, ami a kantonokat igyekezett eltántorítani a további ellenségeskedéstől, elégedetlenséget szított a svájci csapatok körében és viszályt gerjesztett a vezetőik között, lehetővé téve a Milánói Hercegség teljes nyugati részének lerohanását. A svájci sereg egy része megrettent a francia fenyegetéstől, és 1515. szeptember 8-án Gallarate városában felajánlotta, hogy átáll. A városban több tárgyalást tartottak szeptember folyamán, melyek során I. Ferenc előzetes engedményeket ajánlott annak fejében, hogy a svájciak lemondjanak igényeikről. Szeptember 9-én meg is kötötték a gallaratei egyezményt, de ez csak arra volt jó, hogy az egységes vezetést nélkülöző svájciak ellentéteit növelje.
A franciák azt tervezték, hogy a svájciak háta mögött közvetlenül tárgyalnak a pápával. Eközben a milánói herceg késett a zsoldfizetéssel és megfogyatkozott a svájciak ellátmánya is. Ennek hatására, illetve a konföderációs erőket még jobban megosztó gallaratei egyezmény nyomán Bern, Fribourg, Wallis és Solothurn kantonok katonái visszatértek hazájukba, ezáltal a svájci sereg létszáma 10 000 fővel csökkent.

## A csata

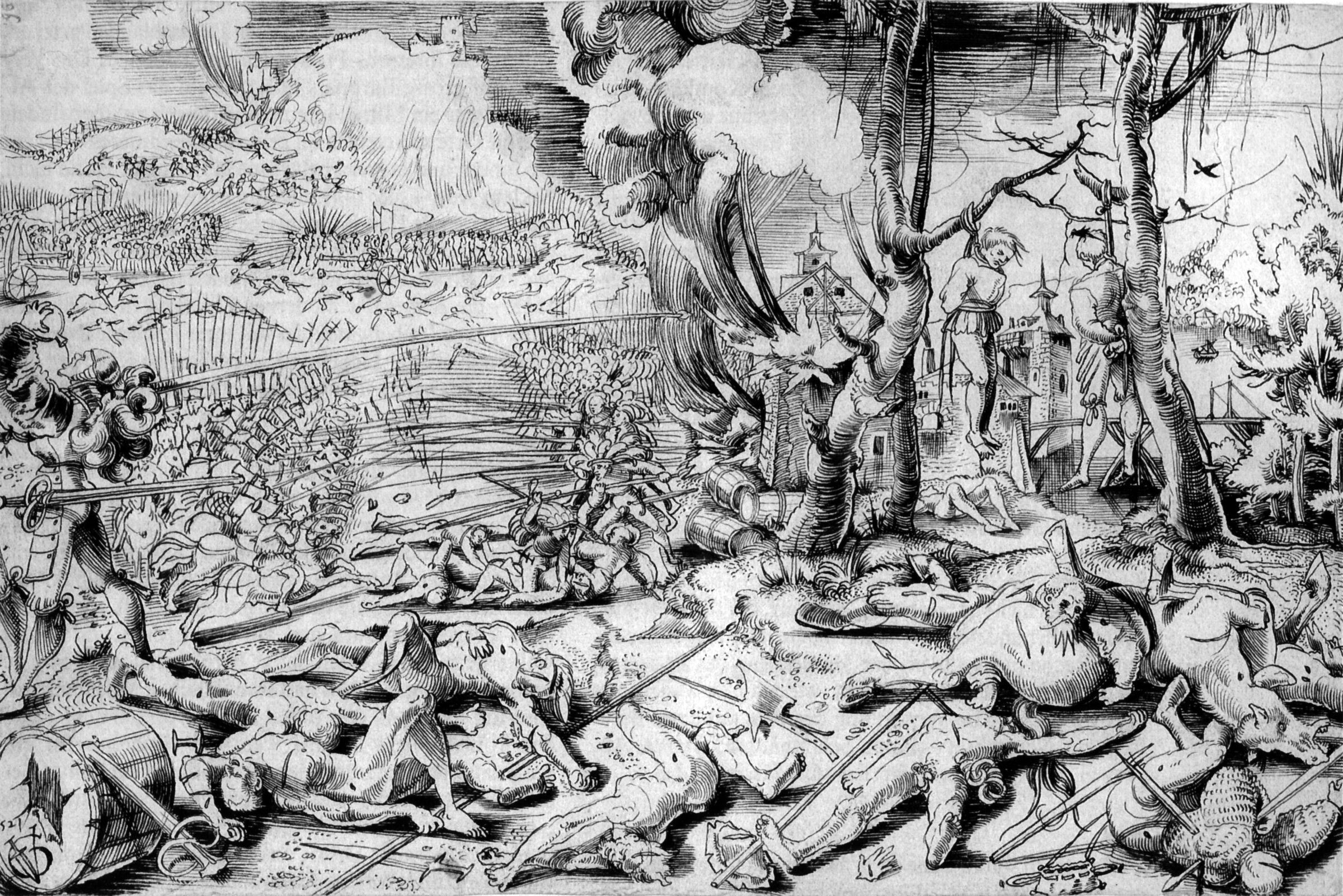
A marignanói csatamező. Urs Graf svájci festő, rézmetsző grafikája (1521)

A tárgyalások kudarca és a svájciak megosztottsága ismeretében Ferenc erői Milánó felé törtek és a várostól délkeletre kb. 15-20 kilométerre lévő Melegnano közelében vertek tábort. A zürichi és luzerni kantonok katonái úgy döntöttek, tartják magukat a gallaratei egyezményhez, és kormányzatuk utasítására hajlandóak voltak belemenni egy méltó békekötésbe. Ezzel szemben Uri, Schwyz, Unterwalden és Glarus nem volt hajlandó visszavonulni. A Milánóban maradt svájciak Schiner bíboros buzdítására szintén harcra készültek. Nagyjából 20 000 (P. de Vallière szerint 30 000) svájci katona – kb. 1000 arkebúz-muskétával és 8 ágyúval – állt szemben több mint 30 000 francia katonával, akik a kor legjobb ostromtüzérségével rendelkeztek.
A svájciak hadrendje az alábbi volt szeptember 13-án este:
1. Előőrs („elveszett gyermekek”): berni és vaud-i, fribourg-i, solothurni, wallisi, gruyères-i és Château-d'Oex-ből jött önkéntesek Zug landamannja, Werner Steiner és Jean de Diessbach, Louis d'Erlach, Hugues de Hallwyl és Arnold de Winkelried vezetésével (kb. 5000 fő, közülük 1000 muskétás).
2. A fősereg az erdei kantonokból, az uri Imhof és Johannes Puntener landamann, a schwytz-i Fleckle és Kätzi landamann, az unterwaldeni Wursch és Fruonz landamann, a zugi Schwarzmurer landamann és a glarisi Tschudi báró vezetésével (kb. 10 000 ember). Schiner bíboros a főerők közelében volt néhány lovassal. Ulrich Zwingli, a későbbi reformátor a glarisiak mellett volt alamizsnás a csata idején.
3. A jobbszárny, amit a kelet-svájci és graubündeni kontingensek alkottak Max Röust zürichi polgármester, valamint a graubündeni Ziegler, Schaffhouse, Rudolf von Marmels és Dietingen von Salis vezetésével (kb. 5000 ember).
4. A balszárny Luzern, Bázel és az elzászi városok erőivel Von Hertenstein lovag luzerni polgármester, valamint Pierre d'Offenburg bázeli polgármester vezetése alatt (kb. 5000 ember)

A nyolc lövegből álló tüzérséget Pontely de Fribourg kapitány irányította.

### Összecsapás szeptember 13-án

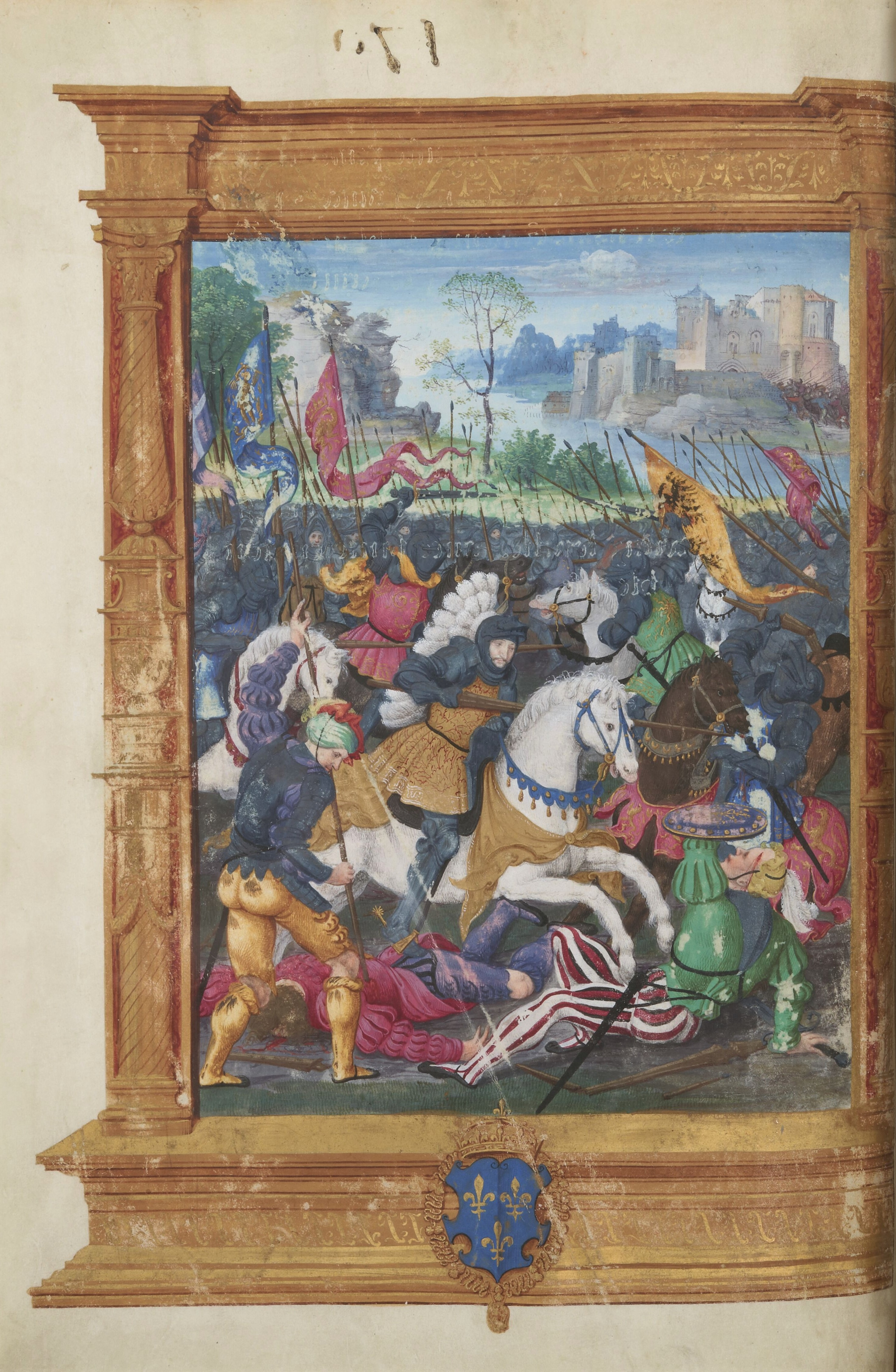
A páncélos I. Ferenc a pikákkal és alabárdokkal felszerelt svájciakra támad a marignanói csatamezőn (feltételezhetően Noël Bellemare műve Étienne Blanc Cicero-fordításában, 1529/30 k.)

Attól tartva, hogy az utolsó konföderációs csapatok is a harc nélküli elvonulást választják, Schiner bíboros úgy döntött, hadicsellel kierőszakolja az összecsapást. Egyes svájci kapitányokat tervébe beavatva (köztük bizonyos Winkelriedet), kiküldte a hercegi gárdát és a pápai lovasokat a francia lovasságot provokálni. 1515. szeptember 13-án, csütörtökön, mihelyt megkezdődött az összecsapás, a pápai lovasok visszatértek, hogy segítséget kérjenek a svájciaktól. Azok Schiner vezetésével azonnal útra keltek és kivonultak Milánóból, hogy szembeszálljanak az ellenséggel. A cselre ráébredve a francia La Trémoille és de Fleuranges a kisebb csatározás nyomán visszavonult. Winkelried kapitány rövid zűrzavar után az üldözés mellett döntött. A svájciak térde borultak, imádkoztak, majd megindultak.
A csatában a konföderációsok részben a francia tüzérségi tűzzel, részben az őket a szárnyakon támadó Bourbon, Guise és Gaillards lovasságával találták szembe magukat. Az első csapás megtörte a francia első vonalat, de a pikásokkal és a tereppel küszködő lovasság támogatásával helyre tudott állni. Ferenc király, aki a lovasság és a német landsknechtek élén állt, általános támadásra utasított a svájciak ellen. Heves küzdelem kezdődött, amiben IV. Jean d'Ambois legidősebb fia, Jacques és François du Bourbon, Trivulzio zsoldosvezér fiát elfogták, Terrail de Bayard pedig épphogy elkerülte a halált – bravúrosan harcolt, de végül egy árokban mászva kellett elhagynia a csatateret. A véres küzdelem sötétedésig tartott. Éjjel tizenegy óra körül a Hold is eltűnt. Ekkor a sötétség már nem tette lehetővé barát és ellenség megkülönböztetését, így dobokkal és trombitákkal adtak parancsot a visszavonulásra hat órányi szakadatlan harc után. Némi bizonytalanság után Schiner ellenkező véleménye ellenére a svájciak úgy döntöttek, hogy megtartják a némileg előnyös pozícióikat, és a hideg és éhség ellenére nem térnek vissza Milánóba.
A sötétségben nagy zűrzavar uralkodott a csatamezőn; állítólag maga Ferenc király alig 90 méterre éjszakázott egy svájci hadtesttől, egy ágyúnak dőlve.

### Francia–velencei győzelem

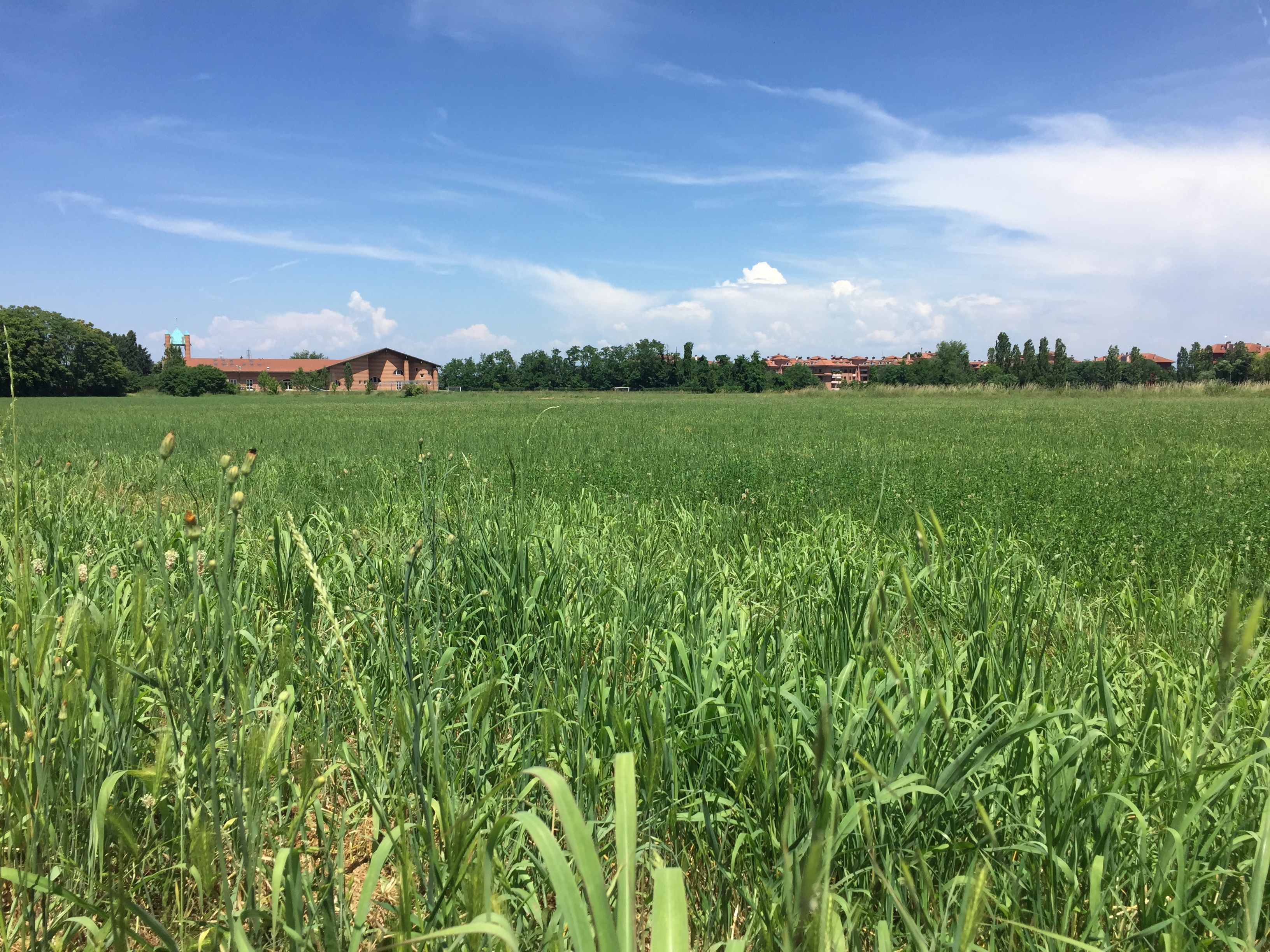
A csata feltételezett helyszíne 2017-ben (francia–velencei oldalról). A csatamező Melegnano és Zivido között fekszik.

Szeptember 14. hajnalán újraindult a küzdelem. Bár az Armagnac sénéchalja által irányított tüzérség súlyos pusztítást vitt végbe, ez nem lassította le a svájciakat. Eközben a sereg balszárnya, amit Alençon hercege vezetett, megroppant az ellenség főereje előtt, és a landsknechtek is meggyengültek. A csata teljes hevességgel zajlott, amikor megérkeztek a Bartolomeo d’Alviano vezette velenceiek harsány „Marco, Marco!” kurjantásokkal. A szárnyra érkező velenceiek 3000 lovassal érkeztek gyalogság és sztratióták (balkáni könnyűlovasok) élén. Szétzúzták a svájciakat, miközben a landsknechtek ismételten támadásba lendültek. 11 órára a hatalmas veszteségeket elszenvedő svájciak visszavonultak Milánó felé.
Estére 9-10 000 elesett svájcit számoltak össze a csatamezőn – azaz nagyjából a csatában részt vevő sereg fele veszett oda.  A svájciak vezetői közül a csatatéren maradt Uri landamannja, Johannes Puntener, a konföderációs csapatok vezetője, továbbá Imhof, de Travers, von Marmels, Rudolf von Salis, Halwyll, Winkelfried és von Escher. Ugyanekkor a francia és velencei haderő 5-8000 embert vesztett.
Több forrás – köztük III. Robert de La Marck, Bouillon hercegének 1520-as években, madridi fogságban írt emlékiratai – szerint I. Ferencet a csatamezőn ütötte lovaggá Bayard szeptember 15-én, de egyes szerzők ezt legendának tartják, amit királyi kérésre terjesztettek el, hogy elfeledtessék: valójában az 1523-ban árulóvá vált Charles de Bourbon connétable avatta lovaggá a királyt a koronázásakor, aki később a megsemmisítő, Ferenc elfogásával végződő paviai vereségben is kulcsszerepet játszott. A legendát Champier találta ki, hogy eltöröljék a király és az áruló alattvaló közti „atyai” viszonyt, és azt a bátorság és vitézség 1524-ben elhunyt mintaképével, Bayard-ral váltsák fel. Ferenc először 1512-ben harcolt Bayard oldalán a sikertelen navarrai hadjáraton, hogy aztán a lovag bátorságát 1515 januárjában az igen nagy presztízst jelentő dauphinéi helytartósággal honorálja. Az esemény mindenesetre különös; elképzelhető, hogy Bayard dicsőítői találták ki, de akár az is, hogy a király által olyannyira kedvelt „lovagi játékok” egyikeként esett meg.

## Következmények
Ferencnek a diadal nyomán gyorsan az ölébe hullott egész Lombardia, és nagy tekintélyt és hírnevet szerzett a számára. Schiner megmaradt svájci erői kivonultak Itáliából, magukkal vive Massimiliano Sforza herceg fivérét, Francesco Sforzát, akit átadtak I. Miksa német-római császárnak. A francia csapatok szeptember 17-én vonultak be Milánóba, ahol Massimiliano herceg október 4-én adta meg magát. Ferenc király csak október 11-én foglalta el a hercegi trónt, a neki hűséget esküdő III. Károly savoyai herceg és IX. Vilmos montferrati őrgróf társaságában bevonulva. A kapitulációt követően Massimilianót Franciaországba szállították, és ott élt haláláig évi 35 000 écunyi járadékkal.
Október 13-án a franciák aláírták a viterbói egyezményt a firenzei Medici-házból származó X. Leó pápával, amelyben utóbbi elismerte Ferencet milánói hercegnek és felajánlotta neki Parmát és Piacenzát annak fejében, hogy támogatja Firenzét addigi szövetségese, Velence ellenében. A király és a pápa viszonyát a decemberben tartott bolognai találkozón kezdték el rendezni, ennek értelmében született meg az 1516. augusztus 16-án Antoine Duprat kancellár által aláírt bolognai konkordátum, ami a francia forradalomig meghatározta a pápaság és a francia királyság viszonyát: ettől kezdve a király nevezte ki a püspököket és érsekeket, akiket aztán a pápa megerősített.
A svájciakkal 1516-ban köttetett meg az „örök béke” a november 29-én aláírt fribourgi egyezménnyel, ami egészen 1792-ig, a francia forradalmi erők támadásáig érvényben is maradt. A győztes franciák a béke fejében 700 000 arany écu kártérítést, továbbá kantononként évi 2000 frank sarcot róttak ki Svájcra különböző kereskedelmi privilégiumok mellett. Ugyanakkor a konföderáció több 1512-es hódítását is megtarthatta, egyedül Luinóról és Domodossoláról kellett lemondaniuk. A vereségért felelős Schinert 1517-ben az ún. mazze keretében száműzték sioni püspökségéből, de Zürichbe települve továbbra is nagy befolyással rendelkezett, és később V. Károly tanácsadójaként tevékenykedett.
1516. augusztus 13-án Ferenc és az immár spanyol királyságokat egyesítő későbbi császár, Habsburg Károly aláírta a noyoni szerződést, amelynek értelmében Károly is elismerte Ferencet milánói hercegnek annak fejében, hogy Ferenc visszaszolgáltatta II. Henrik királynak Navarra trónját, illetve feleségül adja Károlyhoz a legidősebb lányát, az akkor egy esztendős Lujzát, aki hozományként a Nápolyi Királyság jogait kapta volna meg. (A hercegnő egyébként nem érte meg a harmadik életévét, így a házasság sem valósulhatott meg.) A noyoni szerződés után váltották ki Prospero Colonnát a francia fogságból 600 lóért és 150 000 écuért. A noyoni szerződésben Velence lombardiai igényeit is elismerték Cremona kivételével; a köztársasági erők 1516-ban Bresciát, 1517 elején pedig Veronát szerezték vissza, így helyreállítva az 1508-as status quót.
A marignanói csata nyomán elért béke 1521-ig tartott, amikor Ferenc francia király támadásba lendült az immár spanyol, nápolyi, burgundi és német-római trónt egy kézben egyesítő V. Károly ellen, és az 1515-ben kivívott francia pozíciók az 1525-ös paviai csatában omlottak össze végleg.

## A csata emlékezete
A frissen trónra lépő Ferenc uralkodásának hajnalán kivívott marignanói diadal a királyi dicsőség szimbóluma lett: mindjárt a győzelmet követően megkezdődött a csata történetének terjesztése írásban és szóban a nyilvános tereken és a templomi prédikációk során. A legyőzhetetlennek tartott svájciak szétzúzása valóban eseményszámba ment, ráadásul a X. Leó pápa által tervezett, a francia király által vezetendő keresztes hadjárat igazolására is alkalmas volt; Ferenc ugyanis 1515 decemberében tartott találkozójukon lemondott a gallikanizmust megalapozó bourges-i pragmatica sanctio alkalmazásáról, cserébe a pápa őt javasolta egy keresztes hadjárat vezetőjének. Az előkészületek keretében a szent kereszt szimbolikus napján vívott marignanói csatáról készült elbeszélést úgy írták át, hogy abban Ferenc lett az egyetlen győztes, velencei szövetségesei pedig teljesen eltűntek a narratívából. A marignanói győzelem egyébként számos költemény és dal témájául szolgált, például Clément Janequin 1528-ban, Párizsban kiadott A háború (A marignanói csata) című művében.
A királyi propaganda Milánó elfoglalása alkalmából olyan érméket veretett, amelyeken Ferencet a nagy ókori hódítóval, Julius Caesarral kötötték össze.
1518-ban Leonardo da Vinci rendezte a Ferenc dauphin megkeresztelése és a pápa unokaöccse, II. Lorenzo de’ Medici firenzei uralkodó és Madeleine de la Tour d’Auvergne, Ferenc király unokatestvére között megkötött házasság alkalmából tartott ünnepséget az amboise-i királyi kastélyban. Ebből az alkalomból május 15-én Boccador építész segítségével rekonstruálta a marignanói csatát úgy, hogy egy faszerkezetre szögelt textíliákból álló várat rohamoztak meg és vettek be. Ennek során a Mantovai Hercegség követének tanúsága szerint I. Ferenc 10 000 ember statisztálása mellett parádézott a lován.
A lovagkirály imázsa 1519-ben megújult, amikor Ferenc – hiába – versenybe szállt a német-római császári trónért. Az 1525-ös paviai vereséget követően a francia propaganda azt hangsúlyozta, hogy ez a csata jelentéktelen volt a marignanóihoz képest („minden elveszett, csak a becsület nem”). Bár uralkodása végén a beteg Ferenc már nem vett részt a küzdelmekben, a királyi propaganda arról emlékeztetett, hogy az uralkodó szimbolikusan igenis jelen van a csatamezőn, mint a diadalmas marginanói csatában.
A modern időszakban Jean Daetwyler svájci zeneszerző megrendelésre írt egy katonai indulót Marignano címmel, a konföderáció oldalán harcoló wallisiak emlékére. A zenemű azóta Wallis zenekari himnusza.
A Chroniqueur de la Tour nevű író 1515-1519 című regénye regényesítve beszéli el a csata eseményeit.

## Fordítás
Ez a szócikk részben vagy egészben  a   Bataille de Marignan című francia Wikipédia-szócikk ezen változatának fordításán alapul.  Az eredeti cikk szerkesztőit annak laptörténete sorolja fel. Ez a jelzés csupán a megfogalmazás eredetét és a szerzői jogokat jelzi, nem szolgál a cikkben szereplő információk forrásmegjelöléseként.

### Külső hivatkozások
- François Ier bat les Suisses à Marignan. Site d'Histoire.
- Pascal Brioist, « Marignan 1515-2015, Histoire d'une Bataille », Université de Tours